# Жадан, Виталий Григорьевич
Виталий Григорьевич Жадан (24 марта 1946 года, Баку — 2 января 2022 года, Москва) — учёный-математик в области методов оптимизации, доктор физико-математических наук (1992), профессор МФТИ. С 1993 по 2015 годы руководил отделом прикладных проблем оптимизации ВЦ РАН. Позже — главный научный сотрудник ВЦ РАН. За большой вклад в подготовку научных кадров удостоен звания «Заслуженный профессор МФТИ».

## Научная биография
По окончании МФТИ (1970) по специальности инженер-физик трудится в ВЦ АН СССР (позже ВЦ РАН, ВЦ ФИЦ ИУ РАН) на различных научных должностях.
С начала 1970-х годов в лаборатории исследования операций (на основе которой в 1978 г. в ВЦ РАН был создан отдел прикладных проблем оптимизации) велись работы по построению методов внутренней точки для решения различных задач нелинейного программирования. Эти методы, перенесённые на задачи линейного программирования, породили новый класс несимплексных методов. Первая публикация по этому направлению (1974 г.) принадлежит проф. Ю. Г. Евтушенко.
.
Почти сразу к этим исследованиям был привлечён и В. Г. Жадан, которому удалось получить основные результаты и разработать общий подход к построению методов внутренней точки для решения задач линейного и нелинейного программирования, основанный на преобразовании пространств; предложить барьерно-проективные и барьерно-ньютоновские численные методы.
С середины 1980-х Ю. Г. Евтушенко совместно с В. Г. Жаданом проводили исследования по применению разнообразных вспомогательных функций для методов условной оптимизации. Развитый подход по построению вспомогательных функций оказался весьма плодотворным и позволил В. Г. Жадану в конце 80-х годов перенести его на задачи обобщённого линейного программирования и на задачи многокритериальной оптимизации. В обобщение соответствующих методов нелинейного программирования В. Г. Жаданом были предложены новые численные методы, в которых в ходе итерации меняются целевые точки. Эти методы обладают тем полезным свойством, что позволяют строить точные сечения паретовского множества в критериальном пространстве, причём для общих невыпуклых задач. На основе этих исследований была создана система для решения многокритериальных задач нелинейного программирования ДИСО / ПК-МКО.
В эту же систему вошёл и оказавшийся весьма эффективным прямой метод модифицированной функции Лагранжа, разработанный В. Г. Жаданом совместно с А. И. Голиковым
Диссертацию на соискание степени д.ф.-м.н. на тему: «Разработка и систематизация численных методов условной оптимизации» защитил в 1992 году.
С 1993 по 2015 годы В. Г. Жадану было доверено руководить отделом «Прикладных проблем оптимизации». В настоящее время[когда?] Виталий Григорьевич продолжает научную деятельность в должности главного научного сотрудника отдела.
Участвовал в Грантах РФФИ в качестве руководителя (в том числе Грант № 96-01-01047 «Теория новых конечношаговых ньютоновских методов решения задач математического программирования»).
Скончался вечером 2 января 2022 года. Ранее на некоторых порталах сообщалась дата 3 января.

## Награды и звания
В 1997 г. Виталий Григорьевич Жадан награждён медалью «В память 850-летия Москвы» за многолетнюю плодотворную работу в Российской Академии наук.
Его труды на педагогическом поприще были отмечены званием «Заслуженный профессор МФТИ».

### Избранные статьи
- Евтушенко Ю. Г., Жадан В. Г. Численные методы решения некоторых задач исследования операций // ЖВМиМФ, 13:3 (1973), 583—598.
- Евтушенко Ю. Г., Жадан В. Г. Применение метода функций Ляпунова для исследования сходимости численных методов, ЖВМиМФ, 15:1 (1975), 101—112
- Евтушенко Ю. Г., Жадан В. Г. Релаксационный метод решения задач нелинейного программирования, ЖВМиМФ, 17:4 (1977), 890—904
- Голиков А. И., Жадан В. Г. Итеративные методы решения задач нелинейного программирования с использованием модифицированных функций Лагранжа, ЖВМиМФ, 20:4 (1980), 874—888
- Жадан В. Г. О двух классах методов решения задач нелинейного программирования, Докл. АН СССР, 254:3 (1980), 531—534
- Жадан В. Г. Модифицированные функции Лагранжа в нелинейном программировании, ЖВМиМФ, 22:2 (1982), 296—308
- Голиков А. И., Жадан В. Г. Две модификации метода линеаризации в нелинейном программировании, ЖВМиМФ, 23:2 (1983), 314—325
- Жадан В. Г. Об одном классе итеративных методов решения задач выпуклого программирования, ЖВМиМФ, 24:5 (1984), 665—676
- Жадан В. Г. О некоторых оценках коэффициента штрафа в методах точных штрафных функций, ЖВМиМФ, 24:8 (1984), 1164—1171
- Жадан В. Г. Метод параметризации целевых функций в условной многокритериальной оптимизации, ЖВМиМФ, 26:2 (1986), 177—189
- Жадан В. Г., Кушнирчук В. И. Метод возможных направлений для решения задач выпуклой многокритериальной оптимизации, ЖВМиМФ, 27:6 (1987), 829—838
- Жадан В. Г. Метод модифицированной функции Лагранжа для задач многокритериальной оптимизации, ЖВМиМФ, 28:11 (1988), 1603—1618
- Евтушенко Ю. Г., Жадан В. Г.  Точные вспомогательные функции в задачах оптимизации, ЖВМиМФ, 30:1 (1990), 43-57
- Евтушенко Ю. Г., Жадан В. Г.  Барьерно-проективные методы решения задач нелинейного программирования, ЖВМиМФ, 34:5 (1994), 669—684
- Евтушенко Ю. Г., Жадан В. Г., Черенков А. П. Применение метода Ньютона к решению задач линейного программирования, ЖВМиМФ, 35:6 (1995), 850—866
- Евтушенко Ю. Г., Жадан В. Г.  Двойственные барьерно-проективные и барьерно-ньютоновские методы для задач линейного программирования, ЖВМиМФ, 36:7 (1996), 30-45
- Жадан В. Г. Прямо-двойственный метод Ньютона для задач линейного программирования, ЖВМиМФ, 39:1 (1999), 17-32
- Жадан В. Г. О сходимости прямо-двойственного метода Ньютона для задач линейного программирования, ЖВМиМФ, 39:3 (1999), 431—445
- Втюрина М. В., Жадан В. Г. Барьерно-проективный метод с наискорейшим спуском для линейных задач дополнительности, ЖВМиМФ, 45:5 (2005), 792—812
- Бабынин М. С., Жадан В. Г. Прямой метод внутренней точки для линейной задачи полуопределённого программирования, ЖВМиМФ, 48:10 (2008), 1780—1801
- Жадан В. Г. Прямой метод Ньютона для линейной задачи полуопределённого программирования, Тр. ИММ УрО РАН, 14:2 (2008), 67-80
- Жадан В. Г., Орлов А. А. Двойственные методы внутренней точки для линейной задачи полуопределённого программирования, ЖВМиМФ, 51:12 (2011), 2158—2180
- Жадан В. Г., Орлов А. А. О сходимости двойственного метода Ньютона для линейной задачи полуопределённого программирования, Известия Иркутского государственного университета. Серия Математика, 4:2 (2011), 75-90
- Жадан В. Г., Орлов А. А. Допустимый двойственный метод внутренней точки для линейной задачи полуопределённого программирования, Автомат. и телемех., 2012, 2, 25-40
- Жадан В. Г., Орлов А. А. Прямо-двойственный метод Ньютона для линейной задачи полуопределённого программирования, Тр. ИММ УрО РАН, 19:2 (2013), 157—169
- Жадан В. Г. Об одном варианте допустимого аффинно-масштабирующего метода для полуопределённого программирования, Тр. ИММ УрО РАН, 20:2 (2014), 145—160
- Жадан В. Г. Об одном варианте симплекс-метода для линейной задачи полуопределённого программирования, Тр. ИММ УрО РАН, 21:3 (2015), 117—127
- Жадан В. Г. Допустимый двойственный аффинно-масштабирующий метод с наискорейшим спуском для линейной задачи полуопределённого программирования, ЖВМиМФ, 56:7 (2016), 1248—1266
- Жадан В. Г. Вариант двойственного симплекс-метода для линейной задачи полуопределённого программирования, Тр. ИММ УрО РАН, 22:3 (2016), 90-100
- Жадан В. Г. Вариант аффинно-масштабирующего метода для задачи конического программирования на конусе второго порядка, Тр. ИММ УрО РАН, 23:3 (2017), 114—124
- Жадан В. Г. Прямой метод Ньютона для линейной задачи конического программирования. // ЖВМиМФ, 58:2 (2018), 220—227

### Учебные пособия
- Жадан В. Г.  Дополнительные главы методов оптимизации : учеб. пос. для студ. вузов по направл. подготовки «Прикладные математика и физика» / В. Г. Жадан ; Минобрнауки РФ, МФТИ (ГУ). М.: МФТИ, 2002 (Полигр. фирма Азбука). — 72 с.; 21 см; ISBN 5-7417-0197-3. Выпуск 300 шт.
- Жадан В. Г.  Численные методы линейного и нелинейного программирования. Вспомогательные функции в условной оптимизации. Отв. ред. д.ф.м.н. А. С. Антипин. Реценз. В. В. Дикусар, В. Е. Кривоножко. М.: ВЦ РАН, 2002. 160 с.; без ISBN. При поддержке РФФИ (коды проектов 01-01-00804 и 00-15-96080). Выпуск 120 шт.
- Жадан В. Г. Методы оптимизации : учеб. пос. для студ. вузов по направл. подготовки «Прикладные математика и физика» / В. Г. Жадан ; Минобрнауки РФ, МФТИ (ГУ). — Москва : МФТИ, 2014. — 21 см; ISBN 978-5-7417-0516-2.
- Жадан В. Г. Методы оптимизации. Часть I. Введение в выпуклый анализ и теорию оптимизации : учеб. пос. для студ. вузов по направл. подготовки «Прикладные математика и физика». Москва : МФТИ, 2014. ISBN 978-5-7417-0514-8. (Ч. I). 271 с. Выпуск 300 шт.
- Жадан В. Г. Методы оптимизации. Часть II. Численные алгоритмы : учеб. пос. для студ. вузов по направл. подготовки «Прикладные математика и физика». Москва : МФТИ, 2015. ISBN 978-5-7417-0571-1. (Ч. II). 320 с. Выпуск 300 шт.
- Жадан В. Г. Методы оптимизации. Часть III. Дополнительные главы : учеб. пос. для студ. вузов по направл. подготовки «Прикладные математика и физика». Москва : МФТИ, 2015. ISBN 978-5-7417-0624-4. (Ч. III). 244 с. Выпуск 100 шт.